# Stanisław Pichla

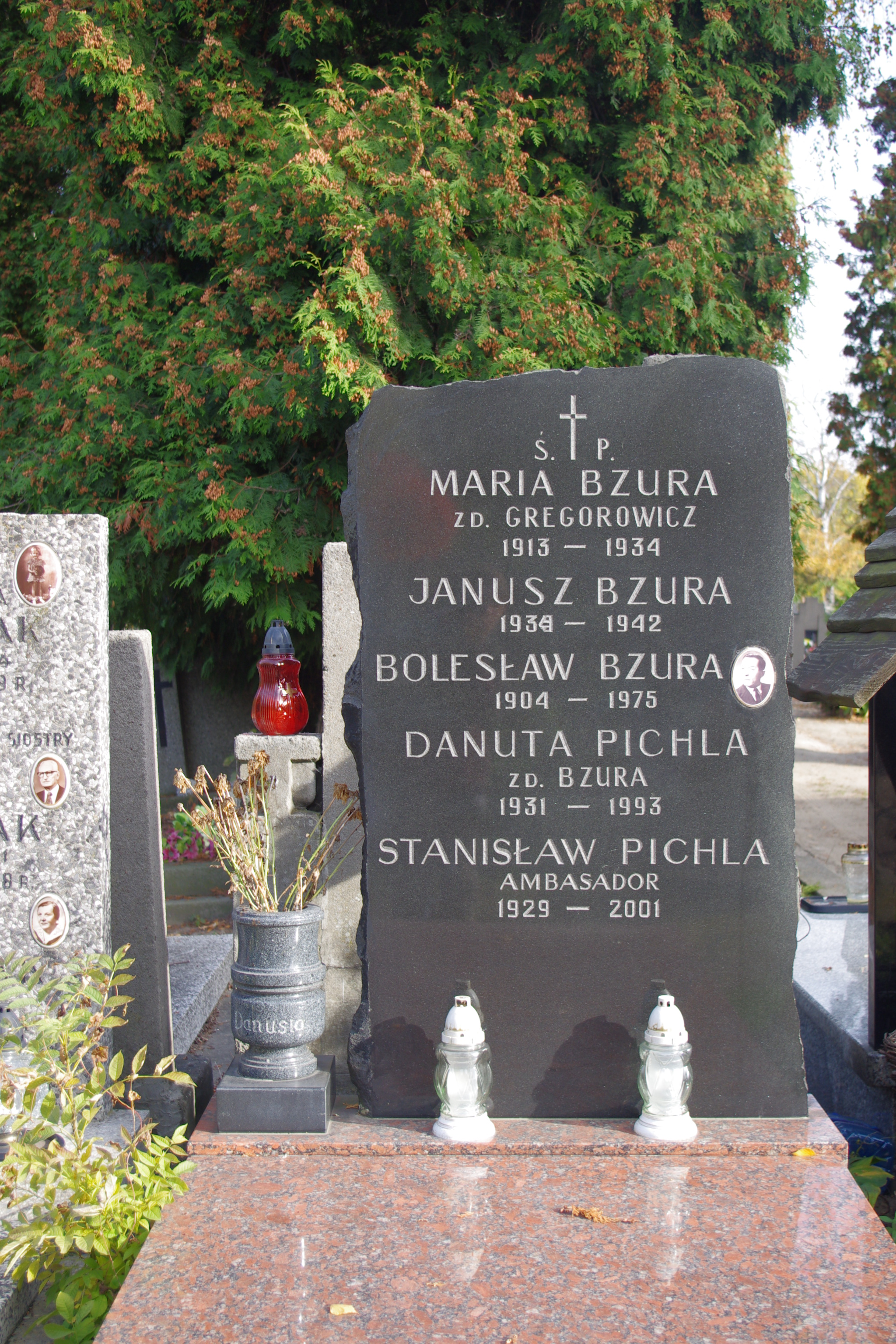
Grób Stanisława Pichli na cmentarzu Bródnowskim w Warszawie

Stanisław Pichla (ur. 13 czerwca 1929 w Wolicy Ługowej, zm. 11 grudnia 2001) – polski dyplomata, ambasador PRL w Danii (1973–1978), Irlandii (1977–1979) oraz Algierii (1986–1990); funkcjonariusz wywiadu cywilnego PRL. 

## Życiorys
Syn Tomasza i Katarzyny. W latach 1949–1953 studiował na Uniwersytecie Jagiellońskim, gdzie zdobył dyplom leśnika.
Od 1952 członek Polskiej Zjednoczonej Partii Robotniczej. Od września 1953 pracował w Departamencie VII MBP (wywiad zagraniczny). Od 1955 do 1956 w Departamencie I KdsBP, następnie do 30 września 1971 w Departamencie I MSW. W latach 1964–1969 był zastępcą rezydenta rezydentury paryskiej, a oficjalnie – wicekonsulem w Konsulacie Generalnym PRL w Paryżu. W latach 1969–1971 będąc na etacie niejawnym Departamentu I MSW, pełnił funkcję zastępcy dyrektora Departamentu Konsularnego w Ministerstwie Spraw Zagranicznych.
W latach 1971–1972 był inspektorem Wydziału Zagranicznego w Komitecie Centralnym PZPR, a do 2 maja 1973 – zastępcą kierownika tego wydziału. Następnie był ambasadorem w Danii (1973–1978), Irlandii (1977–1979) oraz Algierii (1986–1990).
Pochowany na cmentarzu Bródnowskim w Warszawie (kwatera 55I-6-30).

## Wyróżnienia
- Honorowy Obywatel miasta Potigny (Francja, 1969)[7]